# Eduardo Vincenti
Eduardo Vincenti y Reguera (La Coruña, 1855-Madrid, 4 de abril de 1924) fue un telegrafista y político español, alcalde de Madrid en dos periodos entre 1905 y 1906 y en 1913, director general de Instrucción Pública —un antecedente de la figura de ministro de Instrucción Pública— y diputado en Cortes por Pontevedra desde 1886 hasta 1923.

## Biografía
Vincenti, que desde los 15 años había trabajado de telegrafista, abandonó dicha profesión y, a partir de 1886, se dedicó a la política, faceta en la que Montero Ríos fue su tutor. Fue miembro del Partido Liberal y «amigo» de la Institución Libre de Enseñanza.

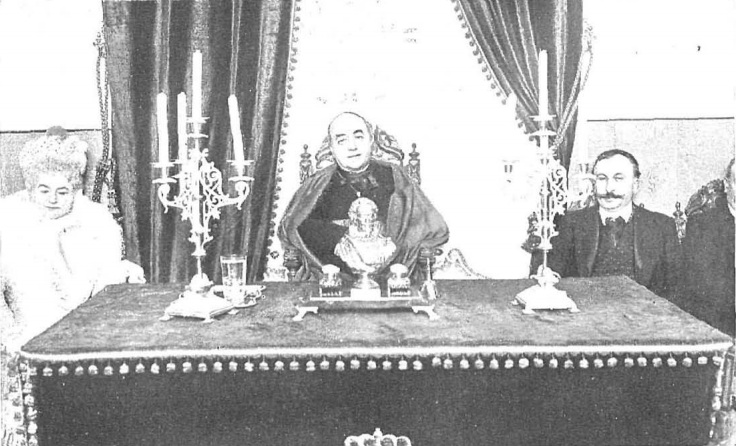
Vincenti, a la derecha, junto a Emilia Pardo Bazán y al Cardenal Herrera.

En 1899, tras la derrota sufrida por España en la guerra hispano-estadounidense llegó a afirmar en el Congreso de los Diputados que Estados Unidos derrotó a España «no sólo por ser el más fuerte, sino también por ser más instruido, más educado».

«Tiempo es ya de que la enseñanza sea positiva, sea práctica porque hemos sido vencidos por un pueblo culto. [...] Por un pueblo que representa la guerra, no por un soldado oscuro, heroico, pero ignorante como el héroe de Cascorro, sino por el Teniente de Ingenieros Hubson, que emplea los medios que da la ciencia para la guerra moderna».
Palabras de Eduardo Vincenti pronunciadas el 20 de julio de 1889

Concejal del Ayuntamiento de Madrid, desempeñó el cargo de alcalde entre el 28 de junio de 1905 y el 15 de junio de 1906 y entre el 19 de junio y el 2 de noviembre de 1913.